# Багульник крупнолистный
Багу́льник крупноли́стный (лат. Lédum macrophýllum) — вид рода Багульник.
Исследованиями, проведёнными ботаниками в 1990-х годах, установлены новые номенклатурные комбинации рода Багульник. В соответствии с современными биологическими представлениями род Багульник включён в род Рододендрон, изменились и наименования видов рода Багульник. Так, Багульник крупнолистный, описанный А. И. Толмачёвым в 1953 году, считается синонимом названия Rhododendron tolmachevii Harmaja.

## Ботаническое описание
Прямостоячий кустарник высотой от 40 до 80 см, изредка — до 1 м.
Молодые побеги густоржавоопушённые, позднее оголяющиеся.
Листья широкие — от 3 до 4 см в длину при 0,8—1,5 см в ширину, снизу слаборыжеопушённые, со слегка завёрнутыми краями.
Соцветия многоцветковые, скрученные.

## Распространение и экология
На территории Дальнего Востока России растёт в Приморском крае, в низовье Амура в Хабаровском крае, на Сахалине и Курильских островах. За пределами России — на Корейском полуострове и на острове Хоккайдо.
Растёт в горных елово-пихтовых лесах, а также в долинах — в лиственничниках и на моховых болотах.
Существует ряд переходных форм между багульником крупнолистным и багульником подбелом.

## Значение и применение
Отличный медонос и пыльценос. Нектаропродуктивность 100 цветков — 68,7—71,8 мг.
В условиях Нижегородской области зимостоек. Семена вызревают.